# Тужна Џасмин
Тужна Џасмин (енгл. Blue Jasmine) је америчка црна комедија из 2013. године, коју је написао и режирао Вуди Ален. Филм је премијерно приказан 26. јула, а критичари и публика наводе да је инспирисан филмом Трамвај звани жеља.

## Радња
Џасмин, припадница њујоршког високог друштва, смешта супруга у затвор, након што сазна за његову љубавну аферу. Након неког времена она добија вести да јој се муж обесио у ћелији, те гоњена грижом савести и другим психичким проблемима, одлази у Сан Франциско. У дом своје сестре која ју је љубазно угостила, Џасмин доноси бројне проблеме и страшне непрекидне свађе.

## Главне улоге
| Глумац         | Улога          |
| -------------- | -------------- |
| Кејт Бланчет   | Џасмин Франсис |
| Алек Болдвин   | Хал Франсис    |
| Сали Хокинс    | Џинџер         |
| Боби Канавале  | Чили           |
| Питер Сарсгард | Двајт Вестлејк |
| Олден Еренрајх | Дени           |
| Луј Си Кеј     | Ал             |